# Gastón Ugalde
Gastón Ugalde (La Paz, 1 de julio de 1944 - Brasil, 14 de octubre de 2023) fue un artista plástico boliviano. Conocido por su incursión en el arte contemporáneo y sus obras de gran formato. 

## Biografía
Realizó estudios de arquitectura en la Universidad Mayor de San Andrés, Ciencias Políticas en la Universidad Simon Fraser y completó estudios en grabado y fotografía en la Vancouver School of Arts and Academics de Canadá.  
Recibió el Premio Konex en 2002 junto con Oscar Niemeyer. Fue "el artista boliviano viviente más importante", reconcido por la Fundación Konex en Argentina y fue llamado el "Warhol Andino" por críticos de arte. Ugalde era conocido como "el niño terrible" en la escena del arte boliviano.
"Gastón Ugalde es el artista contemporáneo más conocido de Bolivia. Nacido en la ciudad de La Paz, Ugalde es conocido, a pesar de sus décadas de larga trayectoria, como el “enfant terrible” del mundo del arte local por la naturaleza subversiva, tanto conceptual como material de su obra. A lo largo de la extensa carrera de Ugalde, sus obras abarcan una diversidad de medios, incluyendo pintura, fotografía, collage, instalación y performance".
Con una carrera de medio siglo, fue considerado un pionero del videoarte en América Latina y su trabajo incluye performance, pintura, escultura, instalación, land-art, fotografía y grabado. Desde 1972 tuvo más de 90 exposiciones individuales y más de 100 exposiciones colectivas en todo el mundo. Representó a su país de origen en importantes bienales como Venecia (2009, 2001), Sao Paulo (1978, 1981, 1985), París (1982), La Habana (1986, 1999), Bienal do Mercosul (1997, 2015), Trienal de Chile (2009).
El artista también emprendió la tarea de recuperar el pueblo de Culpina K, en la región de los Lípez junto a la Corporación Andina de Fomento (CAF) y la empresa Minera San Cristóbal. En el pueblo diseñó y construyó diversas obras y esculturas.
Falleció el 14 de octubre de 2023 a causa de una enfermedad.

## Exposiciones destacadas
Ha participado en más de 100 exposiciones colectivas y en más de 90 exposiciones individuales en diferentes países del mundo.

## Premios
Ha obtenido numerosos premios nacionales e internacionales, tanto en pintura como en video.
- Centennial Prize Simon Fraser University de Canadá (1973)
- Primer Premio de Pintura Bolivia (1975)
- Premio de Pintura Pedro Domingo Murillo de La Paz, Bolivia (1978)
- Premio de Dibujo Bienal de Maldonado de Uruguay (1979)
- Primer Premio de Fotografía del Instituto Goethe de La Paz, Bolivia (1981)
- Primer Premio Non-Traditional Art Pedro Domingo Murillo de La Paz, Bolivia (1982)
- Primer Premio de Pintura Pedro Domingo Murillo de La Paz, Bolivia (1983)
- Grand Prize Washington Office on Latin-America (1984)
- Grand Prize I International Painting Biennial de Miami (1986)
- Premio Cóndor de Plata (1991 y 1993)
- Public Gold Medal Coca-Cola Sculpture Olympics, Atlanta (1994)
- Primer Premio Pedro Domingo Murillo La Paz, Bolivia (1999)
- Gran Premio Pedro Domingo Murillo La Paz, Bolivia (2001 y 2002)
- Gran Premio Bienal Internacional de Santa Cruz (2008)